# Felix Hoppe-Seyler
Ernst Felix Immanuel Hoppe-Seyler (26. prosinca 1825. – 10. kolovoza 1895.) bio je njemački fiziolog i kemičar.
Prvotno se školovao za liječnika na Sveučilištu u Leipzigu i Sveučilištu Halle-Wittenberg, doktorat je dobio na Sveučilištu u Berlinu 1851. godine. Radio je kao asistent profesora Rudolf Virchowa na Institutu za patologiju na Sveučilištu u Berlinu. Bio je profesor anatomije, primijenjene kemije i fiziološke kemije na sveučilištima u Greifswald, Tübingen i Strasbourg.
Njegova brojna istraživanja uključivala su istraživanje krvi, hemoglobina, gnoja, žuči, mlijeka, i urina. Hoppe-Seyler je prvi znanstvenik koji je opisao optički apsorpcijski spektar pigmenta crvenih krvnih stanica. Opisao je i ulogu hemoglobina u vezanju kisika na eritrocite, pri čemu nastaje oksihemoglobin.
Hoppe-Seyler je uspio zadržati hemoglobin u kristalnom obliku i potvrdio da sadrži željezo. Hoppe-Seyler je istraživao i klorofil, i uspio je izolirati nekoliko proteina koje je on nazvao proteidi. Prvi je otkrio sastav lecitina. 